# Ананке (философия)
Ананке (др.-греч. ἀνάγκη — «необходимость») — термин античной философии, означающий силу, принуждение или необходимость, которая определяет действия людей и ход космических событий.

## История термина
Термин ананке использовали в своих произведениях Гомер, Парменид, Филолай и пифагорейцы. Демокрит использовал этот термин в своей теории о строении мира, согласно которой мир состоит из атомов и пустоты. В мире нет случайности, есть только вечное ананке — программа, которая задаёт ход всех событий, движение каждого атома.
Фукидид использовал термин ананке при описании ситуации, приведшей к войне между возвышающимися Афинами и доминировавшей ранее Спартой. Грэхам Аллисон назвал такую ситуацию в международных отношениях «ловушкой Фукидида».

## Исследования
Гейнц Шрекенберг выпустил в 1964 году работу, в которой анализировалось развитие понятия ананке от Гомера до поздней римской античности. Шрекенберг работал в тот период, когда технологии ещё не позволяли полноценный анализ фрагментов древних текстов, поэтому он концентрировался на ограниченном круге основных античных философов. Отдельные аспекты понятия ананке анализировали Мартин Освальд (1988, у Фукидида), Кейн Чешир (1998), Розария Мунсон (2001, у Геродота), Дмитрий Родзинский (2010).